# Kaze o matsu
„Kaze o matsu” (jap. 風を待つ) – drugi singel japońskiego zespołu STU48, wydany w Japonii 13 lutego 2019 roku przez You! Be Cool.
Singel został wydany w ośmiu edycjach: czterech regularnych i czterech limitowanych (od Type A do Type D) oraz „teatralnej” (CD). Osiągnął 1 pozycję w rankingu Oricon i pozostał na liście przez 10 tygodni. Singel zdobył status platynowej płyty.

## Lista utworów
Wszystkie utwory zostały napisane przez Yasushiego Akimoto.

### Type A
| CD | CD                                              | CD               | CD               | CD      |
| Nr | Tytuł utworu                                    | Kompozycja       | Aranżacja        | Długość |
| -- | ----------------------------------------------- | ---------------- | ---------------- | ------- |
| 1. | „Kaze o matsu” (jap. 風を待つ)                  | Noboru Ōkawara   | Makoto Wakatabe  |         |
| 2. | „Shukkō” (jap. 出航)                            | Takamitsu Ono    | Makoto Wakatabe  |         |
| 3. | „Yumejikara” (jap. 夢力) (wyk. CGB41)           | Kōichi Tsurusaki | Kōichi Tsurusaki |         |
| 4. | „Kaze o matsu” (jap. 風を待つ) (off vocal ver.) | Noboru Ōkawara   | Makoto Wakatabe  |         |
| 5. | „Shukkō” (jap. 出航) (off vocal ver.)           | Takamitsu Ono    | Makoto Wakatabe  |         |
| 6. | „Yumejikara” (jap. 夢力) (off vocal ver.)       | Kōichi Tsurusaki | Kōichi Tsurusaki |         |

| DVD | DVD                                                                               | DVD     |
| Nr  | Tytuł utworu                                                                      | Długość |
| --- | --------------------------------------------------------------------------------- | ------- |
| 1.  | „Kaze o matsu” (jap. 風を待つ) (Music Video) (take-9))                            |         |
| 2.  | „Shukkō” (jap. 出航) (Music Video)                                                |         |
| 3.  | „STU48 Setouchi Gakkō seifuku zukan vol.1” (jap. STU48 瀬戸内 学校制服図鑑 vol.1) |         |

### Type B
| CD | CD                                                                    | CD             | CD              | CD      |
| Nr | Tytuł utworu                                                          | Kompozycja     | Aranżacja       | Długość |
| -- | --------------------------------------------------------------------- | -------------- | --------------- | ------- |
| 1. | „Kaze o matsu” (jap. 風を待つ)                                        | Noboru Ōkawara | Makoto Wakatabe |         |
| 2. | „Shukkō” (jap. 出航)                                                  | Takamitsu Ono  | Makoto Wakatabe |         |
| 3. | „Seifuku no omosa” (jap. 制服の重さ) (wyk. 20th Century Born Members) | aokado         | aokado          |         |
| 4. | „Kaze o matsu” (jap. 風を待つ) (off vocal ver.)                       | Noboru Ōkawara | Makoto Wakatabe |         |
| 5. | „Shukkō” (jap. 出航) (off vocal ver.)                                 | Takamitsu Ono  | Makoto Wakatabe |         |
| 6. | „Seifuku no omosa” (jap. 制服の重さ) (off vocal ver.)                 | aokado         | aokado          |         |

| DVD | DVD                                                                               | DVD     |
| Nr  | Tytuł utworu                                                                      | Długość |
| --- | --------------------------------------------------------------------------------- | ------- |
| 1.  | „Kaze o matsu” (jap. 風を待つ) (Music Video) (take-4))                            |         |
| 2.  | „Shukkō” (jap. 出航) (Music Video)                                                |         |
| 3.  | „STU48 Setouchi Gakkō seifuku zukan vol.2” (jap. STU48 瀬戸内 学校制服図鑑 vol.2) |         |

### Type C
| CD | CD                                                    | CD               | CD               | CD      |
| Nr | Tytuł utworu                                          | Kompozycja       | Aranżacja        | Długość |
| -- | ----------------------------------------------------- | ---------------- | ---------------- | ------- |
| 1. | „Kaze o matsu” (jap. 風を待つ)                        | Noboru Ōkawara   | Makoto Wakatabe  |         |
| 2. | „Shukkō” (jap. 出航)                                  | Takamitsu Ono    | Makoto Wakatabe  |         |
| 3. | „Genten” (jap. 原点) (wyk. 21st Century Born Members) | Masahiro Kawaura | Masahiro Kawaura |         |
| 4. | „Kaze o matsu” (jap. 風を待つ) (off vocal ver.)       | Noboru Ōkawara   | Makoto Wakatabe  |         |
| 5. | „Shukkō” (jap. 出航) (off vocal ver.)                 | Takamitsu Ono    | Makoto Wakatabe  |         |
| 6. | „Genten” (jap. 原点) (off vocal ver.)                 | Masahiro Kawaura | Masahiro Kawaura |         |

| DVD | DVD                                                                               | DVD     |
| Nr  | Tytuł utworu                                                                      | Długość |
| --- | --------------------------------------------------------------------------------- | ------- |
| 1.  | „Kaze o matsu” (jap. 風を待つ) (Music Video) (take-5))                            |         |
| 2.  | „Shukkō” (jap. 出航) (Music Video)                                                |         |
| 3.  | „STU48 Setouchi Gakkō seifuku zukan vol.3” (jap. STU48 瀬戸内 学校制服図鑑 vol.3) |         |

### Type D
| CD | CD                                                                                 | CD               | CD               | CD      |
| Nr | Tytuł utworu                                                                       | Kompozycja       | Aranżacja        | Długość |
| -- | ---------------------------------------------------------------------------------- | ---------------- | ---------------- | ------- |
| 1. | „Kaze o matsu” (jap. 風を待つ)                                                     | Noboru Ōkawara   | Makoto Wakatabe  |         |
| 2. | „Shukkō” (jap. 出航)                                                               | Takamitsu Ono    | Makoto Wakatabe  |         |
| 3. | „Yagate nanohana ga saku koro” (jap. やがて 菜の花が咲く頃) (wyk. Draft Kenkyūsei) | Yoshiki Kawamura | Yoshiki Kawamura |         |
| 4. | „Kaze o matsu” (jap. 風を待つ) (off vocal ver.)                                    | Noboru Ōkawara   | Makoto Wakatabe  |         |
| 5. | „Shukkō” (jap. 出航) (off vocal ver.)                                              | Takamitsu Ono    | Makoto Wakatabe  |         |
| 6. | „Yagate nanohana ga saku koro” (jap. やがて 菜の花が咲く頃) (off vocal ver.)       | Yoshiki Kawamura | Yoshiki Kawamura |         |

| DVD | DVD                                                                               | DVD     |
| Nr  | Tytuł utworu                                                                      | Długość |
| --- | --------------------------------------------------------------------------------- | ------- |
| 1.  | „Kaze o matsu” (jap. 風を待つ) (Music Video) (take-6))                            |         |
| 2.  | „Shukkō” (jap. 出航) (Music Video)                                                |         |
| 3.  | „STU48 Setouchi Gakkō seifuku zukan vol.4” (jap. STU48 瀬戸内 学校制服図鑑 vol.4) |         |

### Wer. teatralna
| CD | CD                                                         | CD                | CD                | CD      |
| Nr | Tytuł utworu                                               | Kompozycja        | Aranżacja         | Długość |
| -- | ---------------------------------------------------------- | ----------------- | ----------------- | ------- |
| 1. | „Kaze o matsu” (jap. 風を待つ)                             | Noboru Ōkawara    | Makoto Wakatabe   |         |
| 2. | „Shukkō” (jap. 出航)                                       | Takamitsu Ono     | Makoto Wakatabe   |         |
| 3. | „Dareka to itai” (jap. 誰かといたい) (wyk. ToroMichuKokko) | Takanori Fujimoto | Takanori Fujimoto |         |
| 4. | „Kaze o matsu” (jap. 風を待つ) (off vocal ver.)            | Noboru Ōkawara    | Makoto Wakatabe   |         |
| 5. | „Shukkō” (jap. 出航) (off vocal ver.)                      | Takamitsu Ono     | Makoto Wakatabe   |         |
| 6. | „Dareka to itai” (jap. 誰かといたい) (off vocal ver.)      | Takanori Fujimoto | Takanori Fujimoto |         |

## Skład zespołu
| „Kaze o matsu” |
| --- |
| - STU48: Chiho Ishida, Minami Ishida, Kanon Isogai, Ayumi Ichioka, Mitsuki Imamura, Hina Iwata, Kokoa Kai, Miyuna Kadowaki, Yumiko Takino (środek), Kōko Tanaka, Yuri Torobu, Akari Fukuda, Fū Yabushita - AKB48 Team 4 / STU48: Nana Okada - STU48 Kenkyūsei: Yūka Oki, Mai Nakamura |

| „Shukkō” |
| --- |
| Piosenka jest wykonywana przez wszystkie członkinie STU48 w momencie wydania. - STU48: Chiho Ishida, Minami Ishida, Kanon Isogai, Ayumi Ichioka, Mitsuki Imamura, Hina Iwata, Marina Otani, Kokoa Kai, Momona Kadota, Miyuna Kadowaki, Miyu Sakaki, Haruka Sano, Nonoka Shintani, Saki Sugahara, Yumiko Takino, Kōko Tanaka, Mahina Taniguchi, Yuri Torobu, Aoi Hyōdō, Akari Fukuda, Azusa Fujiwara, Haruka Mishima, Arisa Mineyoshi, Kaho Mori, Maiha Morishita, Honoka Yano, Fū Yabushita - AKB48 Team 4 / STU48: Nana Okada (środek) - STU48 Kenkyūsei: Yūka Oki, Soraha Shinano, Mai Nakamura, Aiko Mizoguchi, Akari Yura |

| „Yumejikara” |
| --- |
| - STU48: Chiho Ishida, Kanon Isogai, Ayumi Ichioka, Mitsuki Imamura, Hina Iwata, Miyuna Kadowaki, Yumiko Takino (środek), Yuri Torobu, Fū Yabushita |

| „Seifuku no omosa” |
| --- |
| Piosenka jest wykonywana przez wszystkie członkinie STU48 urodzone w XX wieku. - STU48: Minami Ishida, Kanon Isogai, Mitsuki Imamura, Momona Kadota, Haruka Sano, Yumiko Takino, Kōko Tanaka, Mahina Taniguchi, Yuri Torobu, Akari Fukuda, Azusa Fujiwara, Haruka Mishima, Kaho Mori, Honoka Yano, Fū Yabushita (środek) - AKB48 Team 4 / STU48: Nana Okada |

| „Genten” |
| --- |
| Piosenka jest wykonywana przez wszystkie członkinie STU48 urodzone w XXI wieku. - STU48: Chiho Ishida, Ayumi Ichioka, Hina Iwata, Marina Otani (środek), Kokoa Kai, Miyuna Kadowaki, Miyu Sakaki, Nonoka Shintani, Saki Sugahara, Aoi Hyōdō, Arisa Mineyoshi, Maiha Morishita |

| „Yagate nanohana ga saku koro”                                                                 |
| ---------------------------------------------------------------------------------------------- |
| - STU48 Kenkyūsei: Yūka Oki, Soraha Shinano, Mai Nakamura (środek), Aiko Mizoguchi, Akari Yura |

| „Dareka to itai”                                            |
| ----------------------------------------------------------- |
| - STU48: Mitsuki Imamura (środek), Kōko Tanaka, Yuri Torobu |

## Notowania
| Lista                             | Pozycja |
| --------------------------------- | ------- |
| Oricon Weekly Singles Chart       | 1       |
| Oricon Yearly Singles Chart       | 20      |
| Billboard Japan Hot 100           | 1       |
| Billboard Japan Hot Singles Sales | 1       |

## Sprzedaż
| Dane wg         | Sprzedaż |
| --------------- | -------- |
| Oricon          | 308 983  |
| Billboard Japan | 337 816+ |